# Divergences
Divergences est une maison d'Édition indépendante basée à Quimperlé, à la même adresse que la librairie du même nom. Elle est spécialisée dans les essais de critique sociale.

## Histoire
La maison d'édition Divergences a été fondée en septembre 2016 par Johan Badour, alors étudiant en sciences sociales à Paris. Les premières parutions sont des textes militants, mais le succès aidant, de nouveaux auteurs rejoignent le jeune éditeur et contribuent à diversifier le spectre des thématiques abordées.
Dès 2019, la maison d'édition atteint une douzaine de publications par an. Le succès éditorial des traductions de l’œuvre de Bell hooks à partir de 2020 contribuent à sa consolidation et d'atteindre les 5 salariés, dont 2 éditeurs.
En avril 2024, les éditions Divergences quittent Paris pour Quimperlé où elle ouvre une librarie dans les locaux de l'ancienne Poste. Ce lieu associe un espace café associatif, une boulangerie et d'autres commerces, et est imaginé avec la volonté de créer un lieu de vie, d'échanges et de rencontres, mais aussi de délocaliser la maison d'édition hors de Paris.
En janvier 2025, le magazine Livres Hebdo la nomine pour le trophée de la petite maison d'édition.

## Publications
Bien qu'elle ne possède pas de collection spécifique, Divergences aborde différentes thématiques dans ses publications 
- Le féminisme :
  - Bell hooks, Tout le monde peut être féministe, 2020
  - Bell hooks, La Volonté de changer, 2021
  - Bell hooks A propos d'amour, 2022
  - Bell hooks, Rage Assassine, 2023
  - Silvia Federici, Par-delà les frontières du corps, 2020
- la redirection écologique : 
  - Alexandre Monnin, Héritage et fermeture, 2021
  - Jeanne Guien, Le consumérisme à travers ses objets, 2021
  - Emmanuel Bonnet, Diego Landivar, Alexandre Monnin, Politiser le renoncement, 2023
  - Fanny Lopez, A bout de flux, 2022
- la critique de la technologie 
  - Evgeny Morozov, Les Santiago Boys, 2024
  - Félix Tréguer, Technopolice, 2024
  - Nastasia Hadjaji, NO CRYPTO, 2023
  - Michel Foucault, Alternatives à la prison, 2021
- La critique sociale
  - François Bégaudeau, Comment s'occuper un dimanche d'élection, 2022
  - Laurent Mauduit, Vous ne me trouverez pas sur amazon, 2024
  - Jade Lindgaard, Paris 2024 - Une ville face à la violence olympique , 2024